# Dressage par équipes aux Jeux olympiques d'été de 2024
Cet article traite de l'épreuve par équipes. Pour la compétition individuelle, voir Dressage individuel aux Jeux olympiques d'été de 2024.
Navigation
Tokyo 2020 Los Angeles 2028
L'épreuve du dressage par équipes aux Jeux olympiques d'été de 2024 de Paris a lieu du 30 juillet au 1er août 2024 au château de Versailles.

## Médaillés
| Or | Argent | Bronze                                                                                          |
| Allemagne - Jessica von Bredow-Werndl et TSF Dalera BB - Isabell Werth et Wendy de Fontaine - Frederic Wandres et Bluetooth | Danemark - Nanna Skodborg Merrald et Zepter - Daniel Bachmann Andersen et Vayron - Cathrine Laudrup-Dufour et Mount St John Freestyle | Grande-Bretagne - Charlotte Fry et Glamourdale - Carl Hester et Fame - Becky Moody et Jagerbomb |

## Site des compétitions

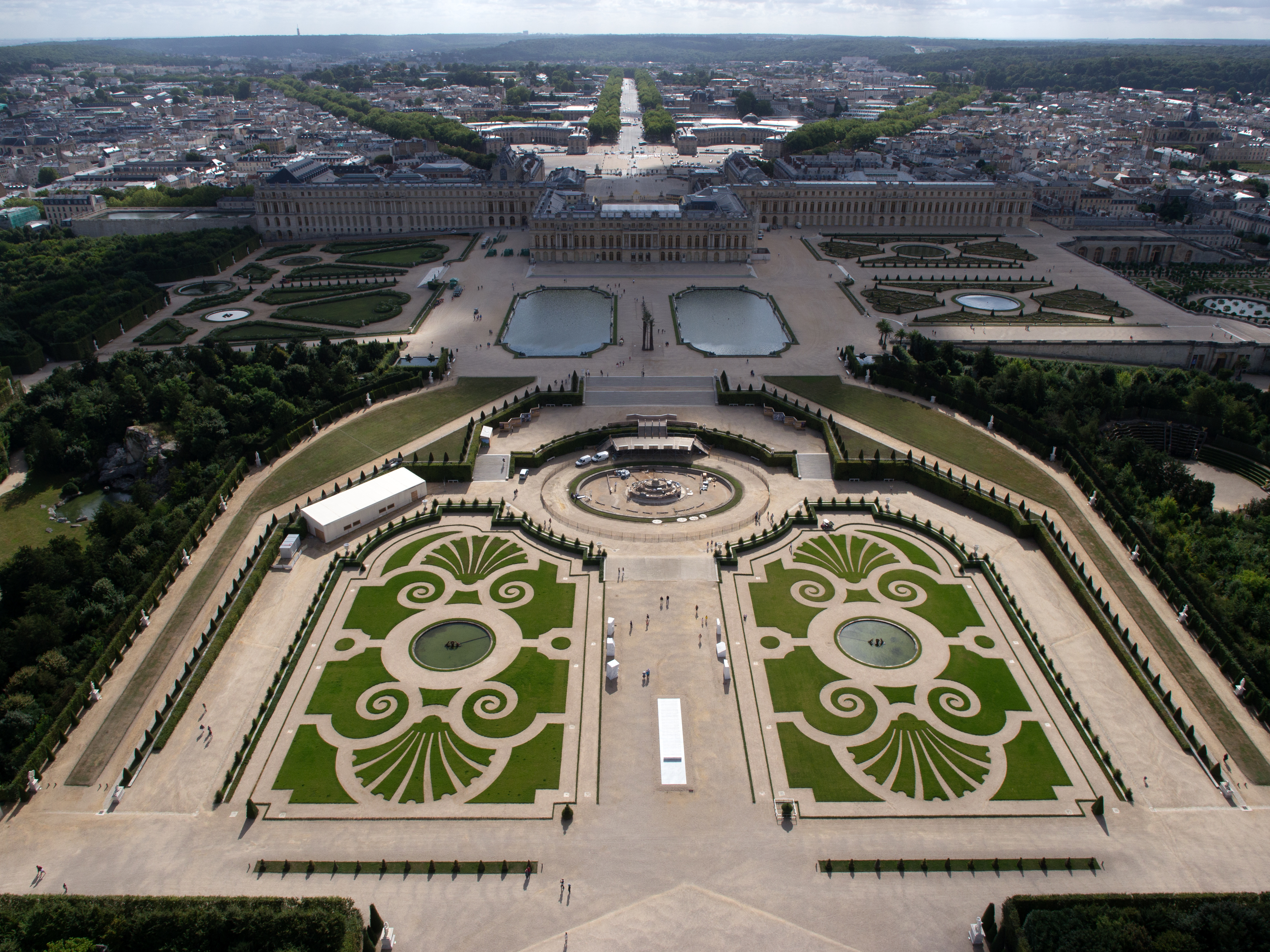
Vue aérienne du château de Versailles.

Les épreuves d'équitation ont lieu au château de Versailles : une carrière avec des tribunes d'une capacité de 15 000 places sera installée à l'ouest du Grand Canal.

## Format de la compétition
Les 15 équipes de 3 couples cavaliers-chevaux participent au Grand Prix. Les 8 meilleurs scores, sommes des prestations des 3 couples chevaux-cavaliers de l'équipe, se qualifient pour le Grand Prix Spécial.
Le Grand Prix est également la manche qualificative pour l'épreuve individuelle.

## Programme
| Date                | Horaire | Manche              |
| ------------------- | ------- | ------------------- |
| Mardi 30 juillet    | 11 h 00 | Grand Prix 1er jour |
| Mercredi 31 juillet | 10 h 00 | Grand Prix 2e jour  |
| Samedi 3 août       | 10 h 00 | Grand Prix Spécial  |

## Résultats détaillés
Les 10 meilleures équipes se qualifient (Q) pour le Grand Prix Spécial qui est la finale de l'épreuve.
| Rang | Pays            | Cavaliers                                                               | Chevaux                                          | Scores individuel    | Score de l'équipe | Note |
| ---- | --------------- | ----------------------------------------------------------------------- | ------------------------------------------------ | -------------------- | ----------------- | ---- |
| 1    | Allemagne       | Frederic Wandres Isabell Werth Jessica von Bredow-Werndl                | Bluetooth Old Wendy TSF Dalera BB                | 76.118 79.363 82.065 | 237.546           | Q    |
| 2    | Danemark        | Nanna Skodborg Merrald Daniel Bachmann Andersen Cathrine Laudrup-Dufour | Zepter Vayron Freestyle                          | 78.028 76.910 80.792 | 235.730           | Q    |
| 3    | Grande-Bretagne | Carl Hester Becky Moody Charlotte Fry                                   | Fame Jagerbomb Glamourdale                       | 77.345 74.938 78.913 | 231.196           | Q    |
| 4    | Pays-Bas        | Dinja van Liere Emmelie Scholtens Hans Peter Minderhoud                 | Hermes Indian Rock Toto Jr.                      | 77.764 74.581 72.578 | 224.923           | Q    |
| 5    | Suède           | Juliette Ramel Patrik Kittel Therese Nilshagen                          | Buriel K.H. Touchdown Dante Weltino Old          | 71.553 74.314 73.991 | 219.861           | Q    |
| 6    | Belgique        | Flore de Winne Larissa Pauluis Domien Michiels                          | Flynn FRH Flambeau Intermezzo VH Meerdaalhof     | 73.028 72.127 72.531 | 217.686           | Q    |
| 7    | France          | Corentin Pottier Alexandre Ayache Pauline Basquin                       | Gotilas du Feuillard Jolene Sertorius de Rima Z  | 70.683 70.279 73.711 | 214.673           | Q    |
| 8    | Autriche        | Stefan Lehfellner Florian Bacher Victoria Max-Theurer                   | Roberto Carlos MT Fidertraum Old Abegglen FH NRW | 68.183 71.009 74.301 | 213.493           | Q    |
| 9    | Finlande        | Emma Kanerva Henri Ruoste Joanna Robinson                               | Greek Air Tiffanys Diamond Glamouraline          | 73.680 70.621 65.637 | 209.938           | Q    |
| 10   | Australie       | Jayden Brown William Matthew Simone Pearce                              | Quincy B Mysterious Star Destano                 | 68.991 69.953 70.171 | 209.115           | Q    |
| 11   | Canada          | Naima Moreira Laliberte Chris von Martels Camille Carier Bergeron       | Statesman Eclips Finnlanderin                    | 68.711 66.863 68.338 | 203.912           |      |
| 12   | Portugal        | Antonio Vale Maria Caetano Rita Ralao Duarte                            | Fine Fellow - H Hit Plus Irao                    | 66.910 66.630 68.261 | 201.801           |      |
| 13   | Espagne         | Claudio Castilla Ruiz Juan Antonio Jiménez Cobo Borja Carrascosa        | Hi-Rico do Sobral Euclides Mor Frizzantino FRH   | 69.829 60.031 70.823 | 200.683           |      |
| 14   | Pologne         | Katarzyna Milczarek Sandra Sysojeva Aleksandra Szulc                    | Guapo Maxima Bella Breakdance                    | 66.910 73.416 60.078 | 200.404           |      |
| 15   | États-Unis      | Marcus Orlob Adrienne Lyle Steffen Peters                               | Jane Helix Suppenkasper                          | EL. 72.593 66.491    | EL.               |      |

| Rang                                | Pays            | Cavaliers                                                               | Chevaux                                          | Scores individuel    | Score de l'équipe |
| ----------------------------------- | --------------- | ----------------------------------------------------------------------- | ------------------------------------------------ | -------------------- | ----------------- |
| Médaille d'or, Jeux olympiques      | Allemagne       | Frederic Wandres Isabell Werth Jessica von Bredow-Werndl                | Bluetooth Old Wendy TSF Dalera BB                | 75.942 79.894 79.954 | 235.790           |
| Médaille d'argent, Jeux olympiques  | Danemark        | Daniel Bachmann Andersen Nanna Skodborg Merrald Cathrine Laudrup-Dufour | Vayron Zepter Freestyle                          | 75.973 78.480 81.216 | 235.669           |
| Médaille de bronze, Jeux olympiques | Grande-Bretagne | Becky Moody Carl Hester Charlotte Fry                                   | Jagerbomb Fame Glamourdale                       | 76.489 76.520 79.483 | 232.492           |
| 4                                   | Pays-Bas        | Hans Peter Minderhoud Emmelie Scholtens Dinja van Liere                 | Toto Jr. Hermes Indian Rock                      | 72.644 70.684 77.720 | 221.048           |
| 5                                   | Belgique        | Domien Michiels Larissa Pauluis Flore de Winne                          | Intermezzo VH Meerdaalhof Flambeau Flynn FRH     | 72.386 69.179 74.149 | 215.714           |
| 6                                   | France          | Corentin Pottier Alexandre Ayache Pauline Basquin                       | Gotilas du Feuillard Jolene Sertorius de Rima Z  | 71.748 70.821 72.720 | 215.289           |
| 7                                   | Suède           | Juliette Ramel Therese Nilshagen Patrik Kittel                          | Buriel K.H. Dante Weltino Old Touchdown          | 68.830 69.650 74.331 | 212.811           |
| 8                                   | Finlande        | Joanna Robinson Henri Ruoste Emma Kanerva                               | Glamouraline Tiffanys Diamond Greek Air          | 71.322 66.413 74.301 | 212.036           |
| 9                                   | Autriche        | Stefan Lehfellner Florian Bacher Victoria Max-Theurer                   | Roberto Carlos MT Fidertraum Old Abegglen FH NRW | 67.143 70.608 73.754 | 211.505           |
| 10                                  | Australie       | Jayden Brown William Matthew Simone Pearce                              | Quincy B Mysterious Star Destano                 | 70.152 69.711 67.340 | 207.203           |